# Basilio Basili
Pour les articles homonymes, voir Basili.
Basilio Basili (né à Macerata le 21 mars 1804 et décédé à New York en 1895) est un compositeur et ténor italien.

## Biographie
Basilio est né à Macerata de Francesco Basili (ou Basily ou même Basilj) (1767-1850) et Mary Filippucci. À cette époque, son père avait le poste de directeur de musique de la chapelle locale. Basilio a étudié la musique et le chant dès son plus jeune âge sous la direction de son père. Il a été pendant quelques années chanteur à la chapelle musicale de la Sainte Maison de Lorette, où son père occupait le poste de maître de chapelle. Sa carrière artistique a commencé à Ferrare (1826) et Pesaro, où il a chanté comme ténor. Puis il a voyagé dans différents pays chantant ainsi au Brésil. En 1827, il s'installe à Madrid où il a fait ses débuts le 14 septembre au Teatro de La Cruz chantant Otello de Rossini. N'obtenant pas le succès escompté en tant que chanteur, en 1837, il s'installe définitivement à Madrid, où il devient professeur de chant, chef d'orchestre, impresario et occasionnellement compositeur. Il épouse Théodora Hervella Cano, comédienne et chanteuse d'opéra, mieux connue sous le nom de scène de Teodora Lamadrid (Saragosse, le 26 novembre 1820 - Madrid, 21 avril 1896), dont il eut une fille Enriqueta, chanteuse elle aussi. En 1839, son premier opéra espagnol est créé au Teatro de La Cruz à Madrid. D'autres œuvres suivront jusqu'en 1846. En 1844, il a été nommé directeur et chef de chœur de l'opéra italien à Madrid. À ce titre, en 1844, il a présenté et dirigé, avec une compagnie espagnole, au théâtre Ventadour de Paris, une série d'œuvres, dont une des siennes. Sa production comporte de la musique pour orchestre, des opéras, soit en espagnol soit en italien, de la musique folklorique espagnole et des zarzuelas. Son plus grand succès a peut-être été El diablo predicador en 1846, sur un texte de Ventura de la Vega. Dans le climat musical local, monopolisé par l'opéra italien, Basilio Basili a peiné à faire revivre la tradition du théâtre musical espagnol. En 1847, avec Hilarión Eslava et d'autres musiciens, il fonde La España Musical, une revue destinée à faire avancer la cause de la musique nationale. En 1849, il cesse son activité de compositeur en Espagne. En 1877, il s'installe en Argentine, à l'invitation de la Comisión de la Escuela de Musica de la province de Buenos Aires. Dans cette école, il a repris son activité de professeur de chant. Dans le même temps, il donne des leçons de piano. Il a publié à Buenos Aires plusieurs de ses compositions, dont la Aguadora, chanson typiquement madrilène, et la romance Fe y Esperanza. En 1885, il est allé pour un long voyage aux États-Unis. Il est mort à New York en 1895.

## Activité musicale
Basilio Basili est considéré comme un fervent défenseur de l'opéra espagnol. Durant son séjour à Madrid, il s'est si bien adapté au style musical de l'Espagne qu'il est compté parmi les meilleurs compositeurs du genre zarzuela. Andrea Merli, dans son essai «Ah, que j'aime les militaires", accompagnant le livret de l'opéra La Grande-duchesse de Gérolstein de Jacques Offenbach pour la vingt-troisième saison d'opéra de Padoue, écrit de lui: «Peu de gens savent que la zarzuela moderne si populaire au dix-neuvième siècle en Espagne et tous les pays de langue castillane (y compris les États-Unis), doit aussi sa fortune à un italien, Basilio Basili, limité quant à sa voix de ténor, mais pas en initiatives .... maître de musique et de chant, non à Séville mais à Madrid depuis 1830. Après sa première zarzuela - El novio y concierto, a suivi El contrabandista une partition ..... remplie de «musique andalouse»: l'astucieux italien s'est créé un style propre en recueillant des formules du folklore ibérique, alors que tous les compositeurs s'obstinaient à mettre en musique des livrets italiens, dont ceux de Felice Romani et Temistocle Solera, avec l'illusion de pouvoir accéder un jour à l'Olympe de l'opéra, tout en ouvrant ainsi la voie aux premières parodies écrites sous forme de zarzuelas.»

## Œuvres

### Opéras
- El Novio y el concierto, zarzuela (Madrid, 12 mars 1839) sur un livret de M. Breton de los Herreros.
- Il carrozzino da vendere, opéra comique en 1 acte (Madrid, 5 octobre, 1839), librettiste inconnu.
- El recluta, zarzuela (Madrid, 1839).
- El Ventorrillo de Crespo, zarzuela (Madrid, juin 1841), sur un livret de T. Rodríguez y Diaz Rubí.
- El contrabandista, opéra andalou, en trois actes (Madrid, le 20 juin, 1841) sur un livret de T. Rodríguez y Diaz Rubí, donné à Paris, le réveillon du nouvel an 1844, sous le titre Les contrebandiers au port de Santa Maria.
- Los Solitarios, zarzuela en 2 actes (Madrid, 9 janvier, 1843) sur un livret de M. Breton de los Herreros.
- Le pendencia scène comico-lyrique en 2 actes (Madrid 7 novembre 1843) sur un livret de M. Breton de los Herreros.
- El diablo predicador, opera semiseria en 2 actes (Madrid, 4 mars, 1846) sur un livret de Ventura de la Vega.

### Autres œuvres
- Musique Sacrée: Ave Maria et Offertoire.
- Musique vocale, Fe y Esperanza.
- Exercices pour la voix basse avec accompagnement de piano (publié à Milan).